# Bulletin de la Société Philomatique de Paris
Bulletin de la Société Philomatique de Paris (abreviado Bull. Soc. Philom. Paris) es una revista con ilustraciones y descripciones botánicas que es editada en Francia por la Société Philomatique de Paris. Se publicó desde el año 1864 hasta 1876. Fue precedida por Extraits des procès-verbaux des séances de la Société Philomatique de Paris y reemplazado por Bulletin annuel de la Société Philomatique de Paris.

## Publicación
- Sér. 6, vols. 1–13, 1864–75/76.